# Jakarta Challenger 1994
Il Jakarta Challenger 1994 è stato un torneo di tennis facente parte della categoria ATP Challenger Series nell'ambito dell'ATP Challenger Series 1994. Il torneo si è giocato a Giacarta in Indonesia dal 17 al 23 ottobre 1994 su campi in cemento.

## Vincitori

### Singolare
Mahesh Bhupathi ha battuto in finale  Igor Sarić con il punteggio di 6–2, 4–6, 6–4

### Doppio
Andrew Foster /  Danny Sapsford hanno battuto in finale  Mahesh Bhupathi /  Leander Paes per walkover